# Edwin Linssen
Edwin Linssen (Neeritter, 28 agosto 1980) è un allenatore di calcio ed ex calciatore olandese, di ruolo centrocampista, tecnico del De Treffers.

## Biografia
È il fratello maggiore di Bryan Linssen, anch'egli calciatore professionista.